# Константин Атанасов (революционер)
Константин Атанасов е български революционер, деец на Вътрешната македоно-одринска революционна организация.

## Биография
Роден е в Варош, тогава в Османската империя, днес в Северна Македония, и е братовчед на Георче Петров. Към 1906 година се намира в село Лъджене, Пещерско.